# Chung kết UEFA Champions League 2018
Trận chung kết UEFA Champions League 2018 là trận đấu cuối cùng của UEFA Champions League 2017-18, mùa giải thứ 63 của giải bóng đá các câu lạc bộ hàng đầu châu Âu được tổ chức bởi UEFA, và mùa giải thứ 26 kể từ khi nó được đổi tên từ Cúp C1 châu Âu thành UEFA Champions League. Trận đấu được diễn ra tại sân vận động NSC Olimpiyskiy ở Kiev, Ukraine vào ngày 26 tháng 5 năm 2018, giữa CLB Tây Ban Nha Real Madrid, đội bóng đã vô địch giải đấu 2 năm liền trước đó, đối đầu với CLB Anh Liverpool, đây là trận chung kết cúp C1 đầu tiên của Lữ đoàn đỏ sau 11 năm.
Real Madrid giành chiến thắng với tỉ số 3-1 để có lần thứ 3 liên tiếp vô địch giải đấu và đó là danh hiệu Champions League thứ 13 của họ. Với tư cách là nhà vô địch, Real Madrid giành quyền tham dự Giải vô địch bóng đá thế giới các câu lạc bộ 2018 ở UAE với tư cách là đại diện của UEFA, và cũng được giành quyền thi đấu với nhà vô địch của UEFA Europa League 2017–18 (Atlético Madrid) tại Siêu cúp châu Âu 2018.

## Các đội tham dự
Trong bảng dưới đây, các trận chung kết đến năm 1992 thuộc kỉ nguyên Cúp C1 châu Âu, kể từ năm 1993 trở đi thuộc kỉ nguyên UEFA Champions League.
| Đội         | Các lần tham dự trận chung kết trước (in đậm thể hiện năm vô địch)                            |
| ----------- | --------------------------------------------------------------------------------------------- |
| Real Madrid | 15 (1956, 1957, 1958, 1959, 1960, 1962, 1964, 1966, 1981, 1998, 2000, 2002, 2014, 2016, 2017) |
| Liverpool   | 7 (1977, 1978, 1981, 1984, 1985, 2005, 2007)                                                  |

## Địa điểm
Sân vận động NSC Olimpiyskiy được công bố là địa điểm tổ chức trận chung kết vào ngày 15 tháng 9 năm 2016, theo quyết định từ cuộc họp của Ủy ban điều hành UEFA ở Athens, Hi Lạp.

## Đường đến trận chung kết
Ghi chú: Trong tất cả các kết quả dưới đây, tỉ số của đội lọt vào chung kết được đưa ra trước tiên (H: sân nhà; A: sân khách).
| VT | Đội               | ST | Đ  |
| -- | ----------------- | -- | -- |
| 1  | Tottenham Hotspur | 6  | 16 |
| 2  | Real Madrid       | 6  | 13 |
| 3  | Borussia Dortmund | 6  | 2  |
| 4  | APOEL             | 6  | 2  |

| VT | Đội            | ST | Đ  |
| -- | -------------- | -- | -- |
| 1  | Liverpool      | 6  | 12 |
| 2  | Sevilla        | 6  | 9  |
| 3  | Spartak Moskva | 6  | 6  |
| 4  | Maribor        | 6  | 3  |

## Thông tin trước trận đấu

### Đại sứ

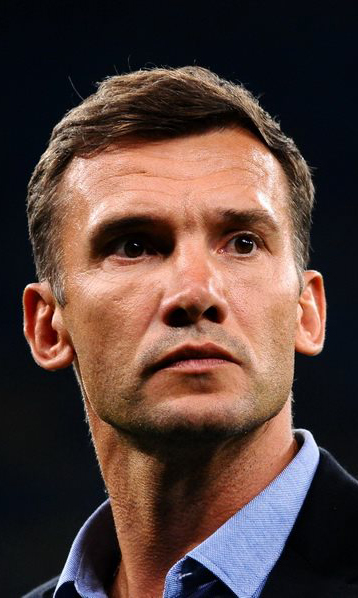
Andriy Shevchenko được chọn làm đại sứ cho trận chung kết.

Đại sứ cho trận chung kết là cựu tuyển thủ quốc tế người Ukrainia Andriy Shevchenko, người đã vô địch UEFA Champions League cùng với Milan vào năm 2003.

### Bán vé
Với sức chứa của sân vận động là 63.000 cho trận chung kết, tổng cộng có 40.700 vé được dành cho người hâm mộ và công chúng, với hai đội lọt vào chung kết nhận được 17.000 vé cho mỗi đội và với 6.700 vé được bán ra cho người hâm mộ trên toàn thế giới thông qua trang web UEFA.com từ ngày 15 đến 22 tháng 3 năm 2018 với 4 mệnh giá: €450, €320, €160, và €70. Số vé còn lại được phân bố cho ban tổ chức địa phương, UEFA và các hiệp hội quốc gia, các đối tác thương mại và các nhà đài phát sóng, và để phục vụ chương trình hiếu khách của công ty. Tờ The New York Times báo cáo rằng một số cổ động viên được cấp vé đã trả lại chúng do gặp rắc rối tìm kiếm chuyến bay đến Kiev và chỗ ở tại Kiev.

### Lễ mở màn
Ca sĩ người Anh Dua Lipa sẽ biểu diễn tại lễ mở màn trước trận chung kết.

### Sự kiện liên quan
Trận chung kết UEFA Women's Champions League 2018 được diễn ra hai ngày trước trận đấu này, vào ngày 24 tháng 5 năm 2018, tại sân vận động Valeriy Lobanovskyi Dynamo giữa đội nữ Wolfsburg và đội nữ Lyon. Lyon giành chiến thắng với tỉ số 4-1. Đây là lần cuối thành phố đăng cai trận chung kết Champions League dành cho nam được tự động chỉ định tổ chức trận chung kết UEFA Women's Champions League.
Lễ hội UEFA Champions League thường niên được diễn ra từ ngày 24 đến ngày 27 tháng 5 năm 2018 tại trung tâm thành phố Kiev.

### Nạn côn đồ
Vào ngày 24 tháng 5, một nhóm cổ động viên Liverpool bị tấn công ở nhà hàng bởi 20 tên côn đồ bịt mặt.

## Thông tin trận đấu

### Tổ trọng tài
Vào ngày 7 tháng 5 năm 2018, UEFA công bố trọng tài người Serbia Milorad Mažić là người bắt chính trận chung kết. Mažić là trọng tài FIFA kể từ năm 2009, và được công nhận là trọng tài cấp cao của UEFA vào năm 2013. Ông điều khiển trận đấu cùng với những người đồng hương, Milovan Ristić và Dalibor Đurdević - những người làm trợ lí trọng tài, Nenad Đokić và Danilo Grujić làm trợ lí trọng tài bổ sung, và Nemanja Petrović làm trợ lí trọng tài dự bị. Trọng tài thứ tư cho trận chung kết là trọng tài người Pháp Clément Turpin.

### Tóm tắt

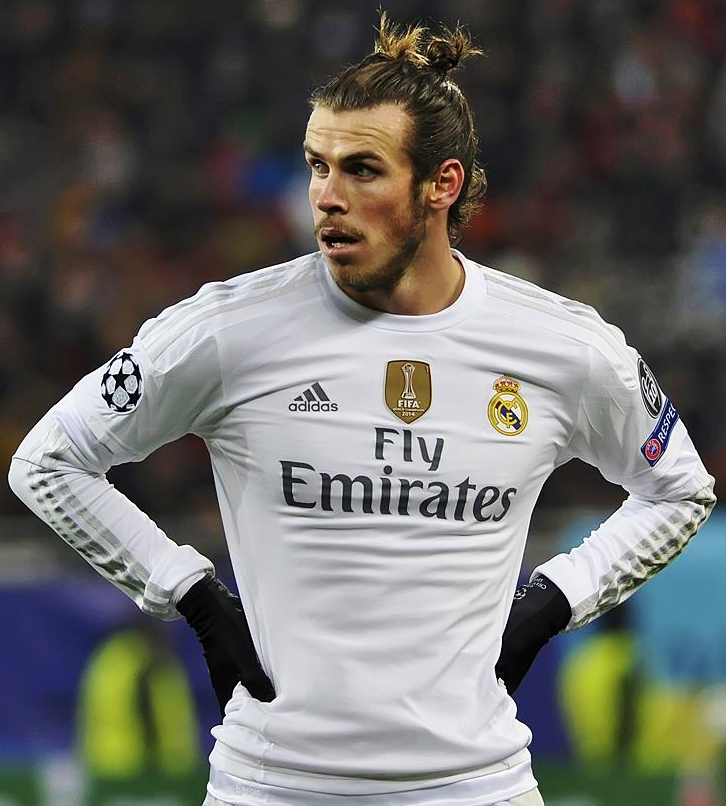
Gareth Bale vào sân từ băng ghế dự bị ở phút 61 và ghi 2 bàn cho Madrid

Trận đấu bắt đầu bằng pha giao bóng của Liverpool. Vào phút 23, một cú đá chìm của Trent Alexander-Arnold vượt qua chân hàng phòng ngự và khiến cho cho thủ thành Keylor Navas phải phản xạ cực nhanh để cứu thua. Hai phút sau, tiền đạo Liverpool Mohamed Salah bị kéo ngã bởi Sergio Ramos bằng một pha khoá tay kiểu judo. Salah bị thay ra bốn phút sau với chấn thương trật khớp vai và vào thay cho anh là Adam Lallana. Cầu thủ Dani Carvajal bị thay ra vào phút 37 với chấn thương gân kheo sau nỗ lực đánh gót. Sau đó, bàn thắng của Karim Benzema không được công nhận khi anh đã việt vị khi dứt điểm sau khi Ronaldo đánh đầu. Hiệp một kết thúc mà không có bàn thắng nào được ghi, Real Madrid kiểm soát bóng nhiều hơn trong khi Liverpool có nhiều cơ hội ghi bàn hơn.
Hiệp hai bắt đầu với cú sút của Isco đập trúng xà ngang, và bàn thắng của Karim Benzema được ghi cho anh sau khi thủ môn Loris Karius đã cầm chắc bóng trong tay nhưng anh lại ném bóng đập trúng chân của tiền đạo người Pháp và văng ngược trở lại vào lưới vào phút 51. Liverpool gỡ hoà 4 phút sau đó bằng một pha sút kê chân cận thành của Sadio Mané đánh bại thủ môn Keylor Navas, người kết thúc pha đánh đầu của Dejan Lovren khi thực hiện quả phạt góc cho Liverpool. Gareth Bale vào sân thay cho Isco vào phút 61 và ghi bàn thắng thứ hai cho Real hai phút sau, bằng một pha ngả người móc bóng để kết thúc đường chuyền của Marcelo. Liverpool ép sân để tìm kiếm bàn gỡ hoà, với cú sút của Mané đập trúng cột dọc và họ cũng đã yêu cầu trọng tài thổi penalty khi cho rằng có pha chạm bóng bằng tay trong vòng cấm địa của Real Madrid, nhưng rồi để mất quyền kiểm soát bóng cho đối phương. Ronaldo có cơ hội ghi bàn thắng đầu tiên trong trận đấu trong một pha phản công ở phút 73, nhưng bị truy cản bởi hậu vệ Liverpool Andrew Robertson ở vòng cấm. Bale ghi bàn thứ hai của mình ở phút 83 từ cú sút xa ở cự li 37m khi thủ thành Karius chủ quan và muốn bắt dính bóng thay vì đẩy bóng ra đường biên ngang và trái bóng đã tuột khỏi tay anh, bay vào lưới. Cơ hội thứ hai của Ronaldo đến ở phút 93 nhưng bị gián đoạn bởi một cổ động viên trên sân, người bị cản lại bởi nhân viên quản lí sân vận động.

### Chi tiết
Đội "chủ nhà" cho trận chung kết (vì mục đích hành chính) được xác định bằng một lượt bốc thăm bổ sung diễn ra sau lễ bốc thăm vòng bán kết được tổ chức vào ngày 13 tháng 4 năm 2018, 13:00 CEST tại trụ sở của UEFA tại Nyon, Thụy Sĩ.
| Real Madrid                   | 3–1      | Liverpool  |
| ----------------------------- | -------- | ---------- |
| - Benzema 51' - Bale 64', 83' | Chi tiết | - Mané 55' |

| Real Madrid | Liverpool |

| GK               | 1  | Keylor Navas      |  |     |
| RB               | 2  | Dani Carvajal     |  | 37' |
| CB               | 5  | Raphaël Varane    |  |     |
| CB               | 4  | Sergio Ramos (c)  |  |     |
| LB               | 12 | Marcelo           |  |     |
| CM               | 10 | Luka Modrić       |  |     |
| DM               | 14 | Casemiro          |  |     |
| CM               | 8  | Toni Kroos        |  |     |
| AM               | 22 | Isco              |  | 61' |
| CF               | 9  | Karim Benzema     |  | 89' |
| CF               | 7  | Cristiano Ronaldo |  |     |
| Cầu thủ dự bị:   |    |                   |  |     |
| GK               | 13 | Kiko Casilla      |  |     |
| DF               | 6  | Nacho             |  | 37' |
| DF               | 15 | Theo Hernández    |  |     |
| MF               | 20 | Marco Asensio     |  | 89' |
| MF               | 23 | Mateo Kovačić     |  |     |
| FW               | 11 | Gareth Bale       |  | 61' |
| FW               | 17 | Lucas Vázquez     |  |     |
| Huấn luyện viên: |    |                   |  |     |
| Zinedine Zidane  |    |                   |  |     |

| GK               | 1  | Loris Karius           |     |     |
| RB               | 66 | Trent Alexander-Arnold |     |     |
| CB               | 6  | Dejan Lovren           |     |     |
| CB               | 4  | Virgil van Dijk        |     |     |
| CB               | 26 | Andrew Robertson       |     |     |
| CM               | 7  | James Milner           |     | 83' |
| DM               | 14 | Jordan Henderson (c)   |     |     |
| CM               | 5  | Georginio Wijnaldum    |     |     |
| RW               | 11 | Mohamed Salah          |     | 31' |
| CF               | 9  | Roberto Firmino        |     |     |
| LW               | 19 | Sadio Mané             | 82' |     |
| Cầu thủ dự bị:   |    |                        |     |     |
| GK               | 22 | Simon Mignolet         |     |     |
| DF               | 2  | Nathaniel Clyne        |     |     |
| DF               | 17 | Ragnar Klavan          |     |     |
| DF               | 18 | Alberto Moreno         |     |     |
| MF               | 20 | Adam Lallana           |     | 31' |
| MF               | 23 | Emre Can               |     | 83' |
| FW               | 29 | Dominic Solanke        |     |     |
| Huấn luyện viên: |    |                        |     |     |
| Jürgen Klopp     |    |                        |     |     |

| Cầu thủ xuất sắc nhất trận: Gareth Bale (Real Madrid) Trợ lí Trọng tài: Milovan Ristić (Serbia) Dalibor Đurdević (Serbia) Trọng tài thứ tư: Clément Turpin (Pháp) Trợ lí trọng tài bổ sung: Nenad Đokić (Serbia) Danilo Grujić (Serbia) Trợ lí trọng tài dự bị: Nemanja Petrović (Serbia) | Luật trận đấu - 90 phút thi đấu chính thức. - 30 phút hiệp phụ nếu tỉ số hoà sau thời gian thi đấu chính thức. - Loạt sút luân lưu nếu tỉ số vẫn hoà sau 30 phút hiệp phụ. - Mỗi đội có 7 cầu thủ dự bị, có thể thay tối đa 3 cầu thủ. |

### Thống kê
| Thống kê             | Real Madrid | Liverpool |
| -------------------- | ----------- | --------- |
| Số bàn thắng         | 0           | 0         |
| Số cú sút            | 5           | 9         |
| Số cú sút trúng đích | 0           | 1         |
| Cứu thua             | 1           | 0         |
| Tỉ lệ kiểm soát bóng | 65%         | 35%       |
| Phạt góc             | 2           | 2         |
| Phạm lỗi             | 2           | 10        |
| Việt vị              | 4           | 1         |
| Thẻ vàng             | 0           | 0         |
| Thẻ đỏ               | 0           | 0         |

| Thống kê             | Real Madrid | Liverpool |
| -------------------- | ----------- | --------- |
| Số bàn thắng         | 3           | 1         |
| Số cú sút            | 7           | 3         |
| Số cú sút trúng đích | 5           | 1         |
| Cứu thua             | 0           | 2         |
| Tỉ lệ kiểm soát bóng | 58%         | 42%       |
| Phạt góc             | 7           | 3         |
| Phạm lỗi             | 3           | 8         |
| Việt vị              | 3           | 2         |
| Thẻ vàng             | 0           | 1         |
| Thẻ đỏ               | 0           | 0         |

| Thống kê             | Real Madrid | Liverpool |
| -------------------- | ----------- | --------- |
| Số bàn thắng         | 3           | 1         |
| Số cú sút            | 12          | 12        |
| Số cú sút trúng đích | 5           | 2         |
| Cứu thua             | 1           | 2         |
| Tỉ lệ kiểm soát bóng | 62%         | 38%       |
| Phạt góc             | 9           | 5         |
| Phạm lỗi             | 5           | 18        |
| Việt vị              | 7           | 3         |
| Thẻ vàng             | 0           | 1         |
| Thẻ đỏ               | 0           | 0         |